# 박남철 (화가)
박남철(朴南哲, 1953년 6월 15일 ~ )은 대한민국의 화가이다.
서울특별시 출신으로 1982년 서울대학교 회화과를 졸업하고, 1984년 '묵희소고'라는 논문으로 동대학원 회화과를 졸업하였다.
1985년 대구에서 제1회 개인전을 시작한 이래 지금까지 개인전, 단체전, 기획전, 초대전 등 총 70여회의 전시회를 가졌다.
1988년부터 계명대학교 미술대학 동양학과 교수로 재직중이다.

## 출신학교
- 서울대학교 회화과
- 서울대학교 대학원 회화과(동양화 전공)